# Enrique Sánchez Pascual
Enrique Sánchez Pascual (Madrid, 8 de agosto de 1918 - San Pedro de Ribas, 11 de marzo de 1996) fue un novelista y guionista de cómic español. Usó multitud de pseudónimos, como Alan Starr, Alan Comet, W. Sampas, Alex Simmons, Law Space o Karl von Vereiter.

## Biografía
Enrique Sánchez Pascual empezó la carrera de Medicina. Durante la guerra civil española, militó en el bando republicano. Al terminar la guerra, se exilió a Francia, donde se casó y en 1945 nació su hijo Enrique Sánchez Abulí.
Cuando volvió a España, cumplió condena en la cárcel de Figueras. Trabajó como representante farmacéutico.
En 1955 fundó la editorial "Mando". A partir de 1970 dirigió la agencia de cómic "Comundi".

## Obra
Historietística
| Años | Título                      | Seudónimo    | Dibujante                  | Tipo                  | Publicación                  |
| ---- | --------------------------- | ------------ | -------------------------- | --------------------- | ---------------------------- |
| 1950 | Hazañas Bélicas             | Alex Simmons | Vicente Farrés, Alan Doyer | Serial                | Toray                        |
| 1955 | Meteor                      |              | Antequera                  | Serial                | Meteor                       |
| 1955 | Vulcán, Capitán del Espacio |              |                            | Serial                | Mando                        |
| 1960 | El Caballero Scaramosca     |              | Kito                       | Serie                 | Fulgor                       |
| 1960 | Flako y Gordon              |              | Kito                       | Serie                 | Fulgor                       |
| 196- | Donald Bell                 |              | Vicente Farrés             | Serie                 | Hazañas Bélicas / Serie Roja |
| 1962 | Relatos de Guerra           |              |                            | Serial                | Toray                        |
| 1963 | Laberinto                   | Alex Simmons | Armando Sánchez            | Historieta del serial | Brigada Secreta, núm. 10     |
| 1970 | Safari en África            |              | Antonio Borrell            | Serie                 | Gran Pulgarcito              |

Literaria
| Años | Título                                                    | Seudónimo             | Serie                            | Editorial                | Lanzamientos (N.º) | Ediciones  |
| ---- | --------------------------------------------------------- | --------------------- | -------------------------------- | ------------------------ | ------------------ | ---------- |
| 1955 | La rebelión de los hipogeos                               | Alan Comet            | Robot                            |                          |                    |            |
| 1955 | El robot del Dr. Freuding                                 | Alan Comet            | Robot                            | Mando                    | 6                  | 1ª         |
| 1955 | La invasión de los electrófagos                           | Alan Comet            | Robot                            |                          |                    |            |
| 1957 | La pesadilla de los Hipogeos                              | Law Space             | Espacio - El mundo futuro        | Toray                    | 58                 | 1ª         |
| 1958 | Atentado en el tiempo                                     | Alan Comet, Law Space |                                  |                          |                    |            |
| 1959 | Asesinato en Luna-Término                                 | Alan Comet, Law Space | Spacial International Police     | Toray                    | 2                  | 1ª         |
| 1959 | Chantaje S.A.                                             | Alan Starr            | Spacial International Police     |                          |                    |            |
| 1959 | Canales de sangre                                         | W. Sampas             | Spacial International Police     |                          |                    |            |
| 1959 | Hombres sin alma                                          | Alan Starr            | Spacial International Police     |                          |                    |            |
| 1959 | Banda de telépatas                                        | W. Sampas             | Spacial International Police     |                          |                    |            |
| 1959 | Blindados novela recopilatoria                            | Harry Cowerland       | Blindados                        |                          | 5                  | 1ª edición |
| 1959 | Arma secreta                                              | Alan Starr            | Spacial International Police     |                          |                    |            |
| 1959 | El valle de los muertos                                   | Alan Starr            | Spacial International Police     | Toray                    | 13                 | 1ª         |
| 1960 | Tela de araña                                             | W. Sampas             | Spacial International Police     |                          |                    |            |
| 1960 | Agente Espacial                                           | Alan Star             | Spacial International Police     | Toray                    | 23                 | 1ª         |
| 1960 | Raptores Espaciales                                       | W. Sampas             | Spacial International Police     | Toray                    | 20                 | 1ª         |
| 1960 | Agente femenino                                           | W. Sampas             | Spacial International Police     | Toray                    | 49                 | 1ª         |
| 1964 | Memorias de un microbio                                   | Law Space             | Espacio - El mundo futuro        | Toray                    | 339                | 1ª         |
| 1966 | Memorias de un robot                                      | Alan Comet            |                                  |                          |                    |            |
| 1966 | Mundo negativo                                            | Alan Comet            | Infinitum                        | Ferma                    | 24                 | 1ª         |
| 1966 | Polonia: la guerra relámpago                              | Karl von Vereiter     |                                  |                          |                    |            |
| 1966 | Noruega: la ruta del hierro                               | Karl von Vereiter     |                                  |                          |                    |            |
| 1967 | Francia: derrota en el Oeste                              | Karl von Vereiter     |                                  |                          |                    |            |
| 1967 | Dunkerque: La marcha de los vencidos                      | Karl von Vereiter     |                                  | Ferma                    |                    | 1ª         |
| 1970 | El camarada Kapo                                          | Karl von Vereiter     |                                  |                          |                    |            |
| 1972 | La pesadilla de los hipogeos                              | Law Space             | Toray Ciencia Ficción (2ª Época) | Toray                    | 121                | 2ª         |
| 1973 | Yo fui médico del diablo                                  | Karl von Vereiter     |                                  |                          |                    |            |
| 1974 | El ejército fantasma                                      | Karl von Vereiter     |                                  | Petronio                 |                    | 1ª         |
| 1974 | Hurra, partisanos                                         | Karl von Vereiter     |                                  |                          |                    |            |
| 1975 | Batallón Disciplinario                                    | Karl von Vereiter     |                                  |                          |                    |            |
| 1975 | Las diabólicas de Hitler                                  | Karl von Vereiter     |                                  |                          |                    |            |
| 1975 | Los médicos malditos de las SS                            | Karl von Vereiter     |                                  |                          |                    |            |
| 1976 | Los chacales de París                                     | Karl von Vereiter     |                                  |                          |                    |            |
| 1976 | Las hienas de Ravensbruck                                 | Karl von Vereiter     |                                  |                          |                    |            |
| 1976 | Los cachorros de Himmler                                  | Karl von Vereiter     |                                  |                          |                    |            |
| 1976 | Burdel SS                                                 | Karl von Vereiter     |                                  |                          |                    |            |
| 1976 | Mundo Negativo                                            | Alan Comet            | Súper Ficción / Extra Ficción    | Producciones Editoriales | 5                  | 2ª         |
| 1976 | Asesinato en Luna-Término                                 | Alan Comet            | Galaxia 2001                     | Andina                   | 49                 | 2ª         |
| 1977 | La locura de los cirujanos nazis                          | Karl von Vereiter     |                                  |                          |                    |            |
| 1977 | El Ebro se tiñó de rojo                                   | Karl von Vereiter     |                                  |                          |                    |            |
| 1977 | La cólera de los dioses nazis                             | Karl von Vereiter     |                                  | Petronio                 |                    |            |
| 1977 | Hitler nuestro jefe                                       | Karl von Vereiter     |                                  |                          |                    |            |
| 1977 | El valle de los muertos                                   | Alan Star             | Galaxia 2001                     | Andina                   | 61                 | 2ª         |
| 1979 | Las lobas de Stalingrado                                  | Karl von Vereiter     |                                  | Petronio                 |                    | 1ª         |
| 1981 | Memorias de un microbio                                   | Law Space             | Galaxia 2001                     | Andina                   | 234                | 2ª         |
| 1981 | La noche de los cuchillos largos                          | Karl von Vereiter     |                                  | Autor-Editor 1889        |                    | 1ª         |
| 1982 | El mundo de los nictápoles (La pesadilla de los hipogeos) | Law Space             | Héroes del Espacio               | Ceres                    | 119                | 3ª         |
| 2003 | La noche de los cuhillos largos                           | Karl von Vereiter     |                                  | Diana México             |                    | 2ª         |
| 2009 | La noche de los cuchillos largos                          | Karl von Vereiter     | Colección Bestsellers            | Malabar                  |                    | 3ª         |
| 2009 | La marcha de los vencidos                                 | Karl von Vereiter     |                                  | Norma Editorial          |                    | 2ª         |

## Premios
- 1984: Premio Internacional de relato corto "La Felguera" por El hombre y el toro
- 1986: Premio Nacional Novela Corta Felix Urabayen por Los verdugos
- 1990: Premio Ateneo "Ciudad de Valladolid" de novela corta por La garrapata
- 1996: Premio de poesía Elvira Castañón por La esquina del tiempo